# Thừa Lỗi
Thừa Lỗi (Tiếng Trung: 丞磊, bính âm: Chéng Lěi, sinh ngày 18 tháng 12 năm 1993), tên tiếng Anh là Ryan Cheng, là một nam diễn viên người Trung Quốc. Anh tốt nghiệp Khoa Thiết kế Môi trường của Trường Thiết kế Đô thị thuộc Học viện Mỹ thuật Hà Bắc.
Năm 2018, anh gia nhập làng giải trí khi tham gia bộ phim hài giả tưởng lãng mạn "Anh là con quay của em". Cùng năm đó, anh đóng vai chính trong bộ phim hành động hồi hộp cổ trang "Kim Luân tàng yêu truyện" được phát hành. Năm 2019, mini-drama tình cảm thành thị "Chỉ là chia tay thôi mà - Phần 2" được phát sóng. Năm 2020, bộ phim hài dành cho giới trẻ "Chúng ta không phải anh em" do anh đóng chính được phát hành. Năm 2021, anh tham gia bộ phim cổ trang lãng mạn "Hoàng hậu công lược" và bộ phim cổ trang lãng mạn "Huynh trưởng, xin chấm dứt khế ước đi!". Năm 2022, anh đóng vai chính trong bộ phim cổ trang giả tưởng "Thái tử phi hai mặt" và bộ phim ngắn cổ trang "Hư Nhan". Năm 2023, bộ phim cổ trang tình cảm "Vân Chi Vũ" được phát sóng và anh vào vai Cung Thượng Giác.

## Tiểu sử
Thừa Lỗi sinh ra  vào ngày 18 tháng 12 năm 1993 ở thành phố Đông Quản, tỉnh Quảng Đông, nơi anh học tập và lớn lên. Anh là người sôi nổi và vui vẻ từ khi còn nhỏ, thích thể thao và kết bạn. Năm 2013, anh được nhận vào Học viện Mỹ thuật Hà Bắc, chuyên ngành Thiết kế Môi trường. Khi còn đi học, vì giúp đỡ một người bạn là diễn viên nên anh và bạn cùng phòng đã tham gia  đóng vai quần chúng cho bộ phim của người bạn này. Tuy nhiên, Thừa Lỗi được đạo diễn đánh giá cao và mời anh tham gia diễn xuất đặc biệt, từ đó anh đã gia nhập Showbiz.

## Sự nghiệp
Ngày 10 tháng 3 năm 2018, bộ phim hài giả tưởng lãng mạn "Anh là con quay của em" với sự tham gia của Trương Kỳ đã được phát hành, trong đó anh đóng vai nam diễn viên chính Lạc Vũ Phong. Ngày 7 tháng 6, bộ phim hành động hồi hộp cổ trang "Kim Luân tàng yêu truyện" được phát hành độc quyền trên Youku, trong đó anh đóng vai Hoàng đế Thác Bạt Hồng. Ngày 2/9, anh đóng chung với Thạch Vũ Tình và Trương Địch trong bộ phim hành động lãng mạn hồi hộp "Phong vân Poker - Câu đố chết người" được phát sóng độc quyền trên iQiyi Video. Ngày 27 tháng 12, bộ phim võ thuật lãng mạn "Thiếu nữ hiệp chi trường sinh quyết" với sự tham gia của Lưu Hiểu Hàn đã được phát sóng độc quyền trên Tencent Video.
Ngày 23 tháng 5 năm 2019, bộ phim truyền hình ngắn về tình yêu thành thị "Chỉ là chia tay thôi mà - Phần 2" với sự tham gia của Đào Hạo Kinh và Đinh Ngân Tài đã được phát sóng độc quyền trên Sohu Video. Trong phim, anh vào vai nhân vật cáu kỉnh Trần Hy, nhân cách thứ 3 của nam chính Trương Lộ. Ngày 17 tháng 7, bộ phim truyền hình dành cho giới trẻ "Incredible Sunny" với sự tham gia của Phan Hữu Thành, Triệu Chiêu Nghị và những người khác đã được phát sóng độc quyền trên Mango TV. Trong phim, anh diễn Kiều Tuấn Huy, con trai cả của Tập đoàn nhà họ Kiều.
Vào ngày 3 tháng 2 năm 2020, bộ phim hài dành cho giới trẻ "Chúng ta không phải anh em" với sự tham gia của Lục Tư Hằng đã được phát sóng độc quyền trên Tencent Video, trong đó anh đóng vai lập trình viên kiêu ngạo Tổ Ba. Ngày 9 tháng 12, bộ phim "Bí mật của Bella" do anh đóng chính cùng bạn diễn Tôn Giai Kỳ đã được phát hành trực tuyến, trong đó anh đóng vai Lý Dịch Thần, một nhà thiết kế nghèo.
Vào ngày 22 tháng 3 năm 2021, bộ phim lãng mạn thành thị "Bạn trai Husky của tôi" với sự tham gia của Trần Phương Đồng đã được phát sóng trên Mango TV. Trong bộ phim này, Thừa Lỗi vào vai tổng tài 'bá đạo' Bạch Kình Vũ. Ngày 30 tháng 4, bộ phim lãng mạn cổ trang "Hoàng hậu công lược" với sự tham gia của đối tác Vương Lộ Thanh đã được phát sóng, trong đó anh đóng vai vị vua độc ác Cảnh Thanh. Ngày 6 tháng 8, bộ phim lãng mạn cổ trang "Hoàng hậu công lược: Hoàng hậu thật giả" với sự tham gia của Vương Lộ Thanh đã được phát sóng trên Mango TV. Ngày 18 tháng 8, bộ phim cổ trang lãng mạn "Hoàng hậu công lược 2" do anh đóng chính đã ra mắt. Ngày 6 tháng 10, bộ phim cổ trang giả tưởng "Bổn cô nương không phụng bồi nữa đâu" với sự tham gia của bạn diễn Trần Lộ Thiến được ra mắt trên Mango TV. Ngày 31 tháng 10, bộ phim cổ trang giả tưởng "Hôm nay ta đã lên làm Thái hậu chưa" với sự tham gia của bạn diễn Trần Lộ Thiến đã được phát sóng trên Mango TV, trong đó anh đóng vai Hoàng đế Tề Vũ. Ngày 27 tháng 11, bộ phim truyền hình lãng mạn cổ trang có sự tham gia của Trình Miểu  "Huynh trưởng, chấm dứt khế ước đi!" bắt đầu phát sóng và anh đóng vai Lãnh Diệu Tổ, thương gia số một Nam Sơ.
Vào ngày 23 tháng 7 năm 2022, bộ phim giả tưởng cổ trang "Thái tử phi hai mặt" do Kha Dĩnh  đóng chính đã được ra mắt trên Mango TV. Anh đóng vai Hoàng tử Sơ Vũ trong phim. Bộ phim giả tưởng "Hoàng hậu bách biến của ta" được chiếu ra mắt trên Mango TV vào ngày 29 tháng 7, trong đó anh đóng vai Hoàng đế Tề Vũ. Ngày 23 tháng 9, bộ phim truyền hình ngắn cổ trang "Hư Nhan" với sự tham gia của Kha Dĩnh và Vương Tắc Hiên đã được phát sóng trên Mango TV. Trong bộ phim này, anh vào vai vị tướng quân ít nói nhưng thâm tình Tiêu Hàn Thanh. Vào ngày 15 tháng 12, bộ phim truyền hình hồi hộp "Thế giới bí mật của người vợ" đóng chung với Lâm Tử Lân và Hoàng Thao đã được phát sóng trên Mango TV. Ngày 26 tháng 12, bộ phim cổ trang "Học viện trên núi Cốc Viễn" với sự tham gia của bạn diễn Vương Nhã Giai đã được phát sóng trên Tencent Video. Anh vào vai Đường Văn Khởi, con trai viện trưởng Học viện Cốc Viễn.
Vào ngày 28 tháng 4 năm 2023, bộ phim lãng mạn cổ trang "Nhan Tâm Ký" với sự tham gia của La Vân Hi và Tống Dật bắt đầu quay, và anh đóng vai tướng quân Thương Biệt Ly trong bộ phim này. Ngày 21 tháng 6, anh đóng chung với Cao Hàn Vũ và Tống Nghiên Phi trong bộ phim tình cảm thành thị có sự tham gia "Phương pháp khám phá tình yêu" được phát sóng trên Mango TV, trong đó anh đóng vai Cao Lĩnh, thư ký và bạn thân của nam chính Mục Hưu Luân. Ngày 2 tháng 9, anh đóng chung với Ngu Thư Hân và Trương Lăng Hách trong bộ phim cổ trang "Vân Chi Vũ" được phát sóng trên iQiyi Video, trong đó anh đóng vai Cung Thượng Giác, đứng hàng thứ hai trong Cung Môn. Vào ngày 31 tháng 12, anh tham gia đêm Thịnh điển 2024  của đài Đông Phương có chủ đề Mộng viên Đông Phương, hát ca khúc "Có chút ngọt ngào" cùng Điền Hi Vi.

## Phim truyền hình
| Stt | Tên phim                          | Ngày quay  | Ngày phát sóng | Diễn viên chính                             | Vai diễn                              | Nền tảng      |
| 1   | Chỉ là chia tay thôi mà - Phần 2  |            | 23/05/2019     | Đào Hạo Kình, Đinh Ngân Tài                 | Trần Hy (vai phụ)                     | Sohu Video    |
| 2   | Incredibly Sunny                  |            | 17/07/2019     | Phan Hữu Thành, Triệu Chiêu Nghi            | Kiều Tuấn Huy (vai phụ)               | MangoTV       |
| 3   | Chúng ta không phải anh em        |            | 03/02/2020     | Lục Tư Hằng, Thừa Lỗi                       | Tổ Ba                                 | WeTV          |
| 4   | Bạn trai Husky của tôi            |            | 22/03/2021     | Trần Phương Đồng, Thừa Lỗi                  | Bạch Kình Vũ                          | MangoTV       |
| 5   | Hoàng hậu công lược               | -          | 30/04/2021     | Vương Lộ Thanh, Thừa Lỗi                    | Cảnh Thanh                            | MangoTV       |
| 6   | Hoàng hậu công lược 2             |            | 18/08/2021     | Vương Lộ Thanh, Thừa Lỗi                    | Cảnh Thanh                            | MangoTV       |
| 7   | Huynh trưởng, chấm dứt khế ước đi | 30/09/2021 | 27/11/2021     | Trình Miểu, Thừa Lỗi                        | Lãnh Diệu Tổ                          |               |
| 8   | Hư Nhan                           |            | 23/09/2022     | Kha Dĩnh, Thừa Lỗi                          | Tiêu Hành Thanh                       | MangoTV       |
| 9   | Thế giới bí mật của người vợ      |            | 15/12/2022     | Lâm Tử Lân, Hoàng Thao, Thừa Lỗi            | Tần Tranh                             | MangoTV       |
| 10  | Học viện trên núi Cốc Viễn        |            | 26/12/2022     | Trần Lộ Thiến, Thừa Lỗi                     | Đường Văn Khởi                        | WeTV          |
| 11  | Phương pháp khám phá tình yêu     |            | 21/06/2023     | Vương Nhã Giai, Vương Dịch Phàm             | Cao Lĩnh (vai phụ)                    | MangoTV, WeTV |
| 12  | Vân Chi Vũ                        | 12/2022    | 02/09/2023     | Ngu Thư Hân, Trương Lăng Hách               | Cung Thượng Giác (vai phụ)            | iQiyi         |
| 13  | Nhan Tâm Ký                       | 28/4/2023  | 21/6/2024      | La Vân Hi, Tống Dật                         | Thương Biệt Ly (vai phụ)              | iQiyi         |
| 14  | Đại Mộng Quy Ly                   | 10/2023    | 02/2024        | Hầu Minh Hạo, Trần Đô Linh                  | Thừa Hoàng (vai khách mời)            | iQiyi         |
| 14  | Cẩm Nguyệt Như Ca                 | 28/11/2023 | 20/03/2024     | Châu Dã, Thừa Lỗi                           | Tiêu Giác                             | WeTV          |
| 15  | Dữ Tấn Trường An                  | 27/04/2024 | 31/08/2024     | Tống Dật, Thừa Lỗi                          | Tấn An/ Đoàn Ngạo Đăng/ Huyền Y Khách | iQiyi         |
| 16  | Dấu Chân                          | 01/09/2024 | 30/09/2024     | Đồng Dao, Thừa Lỗi, Lưu Dịch Quân, Lâm Duẫn | Trình Ngao                            | iQiyi         |
| 17  | Thành Hà Thể Thống                | 28/12/2024 | 23/04/2025     | Vương Sở Nhiên, Thừa Lỗi                    | Hạ Hầu Đạm                            | iQiyi         |

## Phim điện ảnh
| Stt | Tên phim                                          | Ngày quay | Ngày phát sóng | Diễn viên chính            | Vai diễn                | Nền tảng |
| 1   | Anh là con quay của em                            |           | 10/03/2018     | Thừa Lỗi, Trương Kỳ        | Lạc Vũ Phong            |          |
| 2   | Kim Luân Tàng yêu Truyện                          |           | 18/06/2018     | Trang Thâm, Thừa Lỗi       | Thác Bạt Hồng           | Youku    |
| 3   | Phong vân Poker - Câu đố chết người               |           | 02/09/2018     | Thạch Vũ Tình, Trương Địch | Diệp Gia Dung (vai phụ) | iQiyi    |
| 4   | Thiếu nữ hiệp chi trường sinh quyết               |           | 27/12/2018     | Lưu Hiểu Hàn, Thừa Lỗi     | Trần Dực Nhiên          | WeTV     |
| 5   | Bí mật của Bella                                  |           | 09/12/2020     | Tôn Giai Kỳ, Thừa Lỗi      | Lý Dịch Thần            | iQiyi    |
| 6   | Hoàng hậu công lược: Hoàng hậu thật giả           |           | 06/08/2021     | Vương Lộ Thanh, Thừa Lỗi   | Cảnh Thanh              | MangoTV  |
| 7   | Bản cô nương không phụng bồi nữa                  |           | 06/10/2021     | Trần Lộ Thiến              | Tề Yên                  | MangoTV  |
| 8   | Hôm nay ta đã lên làm Thái hậu chưa               |           | 31/10/2021     | Trần Lộ Thiến              | Tề Vũ                   | MangoTV  |
| 9   | Thái tử phi hai mặt                               |           | 23/07/2021     | Kha Dĩnh, Thừa Lỗi         | Sở Dụ                   | MangoTV  |
| 10  | Hoàng hậu bách biến của ta                        |           | 29/07/2022     | Kha Dĩnh, Thừa Lỗi         | Tề Hạo                  | MangoTV  |
| 11  | Không muốn có nuối tiếc với em (tên cũ: Thơ tình) |           | 30/11/2024     | Thừa Lỗi, Tác Vi           | Khang Tắc               |          |

## Âm nhạc
| Stt | Ngày phát hành | Tên tiếng Trung | Tên bài hát        | Thể loại | Ghi chú          |
| 1   | 06/01/2025     | 不着边际        | Mê man (Wandering) | Single   | Ca sĩ + Viết lời |

## Chuơng trình tạp kỹ
| Năm  | Tên chuơng trình             | Vai trò               | Tập       | Ghi chú                        |
| ---- | ---------------------------- | --------------------- | --------- | ------------------------------ |
| 2024 | Manh Thám 2024               | Thành viên thường trú | Tập 1 - 5 |                                |
| 2024 | Thanh xuân hoàn du ký        | Khách mời             | Tập 3, 4  |                                |
| 2024 | Chuyến du lịch ngẫu nhiên    | Thành viên thường trú |           |                                |
| 2024 | Keep Running - Trà Mã Cổ Đạo | Khách mời             | Tập 1, 2  |                                |
| 2024 | Xin chào thứ 7               | Khách mời             |           |                                |
| 2025 | Thấy bạn liền mỉm cười       | Khách mời             |           | Tuyên truyền Cẩm Nguyệt Như Ca |
| 2025 | Keep Running mùa 13          | Khách mời             |           |                                |

## Giải thưởng
| Năm  | Ngày       | Giải thưởng            | Hạng mục                           | Tác phẩm                                 | Tham khảo |
| ---- | ---------- | ---------------------- | ---------------------------------- | ---------------------------------------- | --------- |
| 2024 | 13/01/2024 | Đêm hội Weibo          | Diễn viên được mong đợi nhất năm   | Vân Chi Vũ                               |           |
| 2024 | 05/11/2024 | Đêm hội tầm nhìn Weibo | Diễn viên có bước nhảy vọt của năm | Nhan Tâm Ký                              |           |
| 2024 | 07/12/2024 | Đêm hội gào thét IQIYI | Diễn viên tiềm năng của năm        | Vân Chi Vũ, Đại Mộng Quy Ly, Nhan Tâm Ký |           |
| 2025 | 11/01/2025 | Đêm hội Weibo          | Diễn viên đột phá của năm          | Nhan Tâm Ký                              |           |

## Thuơng vụ
| Stt | Năm  | Ngày bắt đầu | Thuơng hiệu     | Vai trò                             | Ghi chú |
| --- | ---- | ------------ | --------------- | ----------------------------------- | ------- |
| 1   | 2023 | 23/10        | Judydoll        | Đại sứ thương hiệu                  |         |
| 2   | 2023 | 29/10        | YAYA            | Người phát ngôn dòng sản phẩm ấm áp |         |
| 3   | 2023 | 06/11        | UrbanRevivo     | Bạn thân thương hiệu                |         |
| 4   | 2023 | 11/11        | VidalSassoon    | Đại sứ thương hiệu                  |         |
| 5   | 2023 | 04/12        | Coach           | Bạn thân thương hiệu                |         |
| 6   | 2023 | 26/12        | Xiaomi Civi3    | Khách mời sự kiện                   |         |
| 7   | 2024 | 20/03        | Chagee Bắc Kinh | Khách mời sự kiện                   |         |
| 8   | 2024 | 18/04        | Xảo Lạc Tư      | Đại sứ quảng bá                     |         |
| 9   | 2024 | 18/04        | Guerlain        | Bạn thân thương hiệu                |         |
| 10  | 2024 | 19/04        | Bottega Veneta  | Khách mời sự kiện                   |         |
| 11  | 2024 | 20/07        | Pepsi           | Đại sứ mỹ thực                      |         |
| 12  | 2024 | 13/10        | Longines        | Khách mời sự kiện                   |         |
| 13  | 2024 | 31/12        | Anmuxi          | Khách mời sự kiện                   |         |
| 14  | 2025 | 13/04        | FILA Phúc Châu  | Khách mời sự kiện                   |         |
| 15  | 2025 | 07/05        | Tmall           | Đại sứ thiện chí                    |         |